# Coppa Italia 2024-2025 (pallanuoto maschile)
La Coppa Italia 2024-2025 di pallanuoto maschile, ufficialmente denominata Coppa Italia UnipolSai per ragioni di sponsorizzazione, è la 33ª edizione del trofeo. 

## Regolamento
In questa edizione viene abolita la fase di qualificazione: a giocare la Final Eight, in programma dal 14 al 16 marzo alla piscina Felice Scandone di Napoli, sono le squadre classificatesi nelle prime 8 posizioni della classifica di Serie A1 al termine del girone di andata. La prima classificata viene accoppiata con l'ottava, la seconda con la settima, la terza con la sesta e la quarta con la quinta.

## Squadre partecipanti
- Pro Recco
- AN Brescia
- Savona
- Posillipo
- Trieste
- Roma Vis Nova
- De Akker Bologna
- Ortigia

## Tabellone

### Quarti di Finale
| Arbitri: | D'Antoni Ercoli |

|                                                                                   |           |                                                                  |
| Ferrero: 4 Del Basso, Dolce, Alesiani: 2 Faraglia, Balzarini, Gianazza, Irwing: 1 | Marcatori | 2: Rocchino, Cuccovillo 1: Brguljan, Radulovic, Milicic, Saccoia |

| Arbitri: | Navarra Schiavo |

|                                                                                           |           |                                                            |
| Figlioli, Erdélyi: 3 Bruni, Vavic: 2 Rocchi, Damonte, Occhione, Rizzo, Merkulov, Guidi: 1 | Marcatori | 3: Abramson, Gallo 2: Condemi 1: Bragantini, Lucci, Cocchi |

| Arbitri: | Guarracino Colombo |

|                                                                                            |           |                              |
| Younger, Haverkampf: 3 Fondelli: 2 Cannella, Presciutti, Iocchi Gratta, Larsen, Condemi: 1 | Marcatori | 1: Cassia, Campopiano, Inaba |

| Arbitri: | D. Bianco Pinato |

|                                            |           |                                                      |
| Spione: 3 Viskovic, Smiljevic: 2 Penava: 1 | Marcatori | 3: Manzi 2: Drašković, Mladossich 1: Marziali, Razzi |

### Semifinali

#### Semifinali 1º-4º posto
| Arbitri: | Schiavo Calabrò |

|                                         |           |                                                          |
| Balzarini, Irwing: 2 Faraglia, Dolce: 1 | Marcatori | 3: Figlioli, Erdélyi 1: Rocchi, Merkulov, Vavic, Gulotta |

| Arbitri: | Severo D'Antoni |

|                                    |           |                                   |
| Cannella: 3 Presciutti, Condemi: 1 | Marcatori | 2: Mladossich 1: Manzi, Drašković |

### Finali

#### Finale 3º posto
| Arbitri: | D. Bianco Guarracino |

|                                                             |                      |                                                                         |
| Marziali, Mezzarobba: 3 Petronio, Drašković: 2 Podgornik: 1 | Marcatori            | 4: Irwing 2: Balzarini 1: Del Basso, Guerrato, Gianazza, Ferrero, Gitto |
| Drašković Mladossich Mezzarobba Manzi                       | Tiri di rigore 2 – 4 | Faraglia Irwing Dolce Balzarini                                         |

#### Finale
| Arbitri: | Colombo Calabrò |

|                                                                                   |           |                                         |
| Di Fulvio, Cannella, Younger, Condemi: 2 Presciutti, Iocchi Gratta, Haverkampf: 1 | Marcatori | 2: Erdélyi 1: Figlioli, Merkulov, Guidi |